# Абу Басыр ат-Тартуси
Абу Басыр ат-Тартуси (араб. أبو بصير الطرطوسي‎) — салафитский шейх родом из Тартуса. Во время восстания 1979-82 г. эмигрировал в Лондон. Осудил лондонские теракты, притом является критиком бывшего шейха аль-Каиды Саида Имама аш-Шарифа за принципиальный отказ от джихада и терроризма в принципе. В сентябре 2005 совместно с верховным муфтием КСА осудил аз-Заркави за разжигание сектантской войны с рафидитами. В ноябре 2008 в своей фетве оттакфирил Юсуфа аль-Кардави за фатву, что мусульманину дозволено сражаться в рядах ВС США против террористов, за попытку спасти бамианские статуи Будды, за поддержку демократии и за нарушение принципа аль-валя валь-бара. В гражданской войне в Сирии поддерживает исламистскую оппозицию.
В выпуске журнала ИГ «Дабик» в апреле 2016 был назван муртадом и приговорён к смерти.